# Vayssierea caledonica
Vayssierea caledonica is een slakkensoort uit de familie van de Okadaiidae. De wetenschappelijke naam van de soort is voor het eerst geldig gepubliceerd in 1928 door Risbec.